# Нарапаті (володар П'ї)
Нарапаті (*бірм. နရပတိ (ပြည်; д/н — 1539) — 3-й володар царства П'ї у 1532—1539 роках.

## Життєпис
Син Баїн Хтве, правителя П'ї. Про дату народження та молоді роки обмаль відомостей. 1532 року після поразки батька від Со Лона, очільнка союзу шанських князівств і фактичного правителя царства Ава, той був повалений, а Нарапаті поставлений на трон. Він визнав зверхність Ави. Батька було відправлено на північ. 1533 року після вбивства Со Лона власними міністрами Баїн Хтве втік до П'ї, але Нарапаті не впустив його до міста. Той згодом помер у лісах поблизу.
Нарапаті залишався васалом Ави. Водночас був союзником Такаютпі, володаря Гантхавадді, на сестрі якого був одружений. У 1538 році Нарапаті надав притулок військам Гантхавадді, які відступали під тиском армії Таунгу. Останні 1539 року напали на сильно укріплений П'ї, тому Нарапаті звернувся по допомогу до аваського царя Тоханбва, який відправив війська, що прорвали облогу.
Нарапаті уклав союз з Мінбіном, володарем держави М'яу-У. Але невдовзі після цього помер. Йому спадкував зведений брат Мінхаунг.